# Resultados do Carnaval de Campos dos Goytacazes em 2009
Esta é a relação dos resultados do Carnaval em Campos, no ano de 2009

## Grupo Especial
| Pos | Escolas              | Classificação ou rebaixamento | Ref   |
| --- | -------------------- | ----------------------------- | ----- |
| 1   | Mocidade Louca       | Campeã de 2009                | [ 1 ] |
| 2   | Ururau da Lapa       |                               | [ 1 ] |
| 3   | Amigos da Farra      |                               | [ 1 ] |
| 4   | Onça no Samba        |                               | [ 1 ] |
| 5   | Unidos de Santa Cruz |                               | [ 1 ] |
| 6   | Ás de Ouro           |                               | [ 1 ] |
| 7   | Ás de Ouro           |                               | [ 1 ] |
| 8   | Os Independentes     | Grupo de acesso em 2010       | [ 1 ] |

## Grupo de Acesso
| Pos | Escolas                  | Classificação ou rebaixamento | Ref   |
| --- | ------------------------ | ----------------------------- | ----- |
| 1   | Madureira do Turf        | Grupo Especial em 2010        | [ 1 ] |
| 2   | Leopoldinense            |                               | [ 1 ] |
| 3   | União da Esperança       |                               | [ 1 ] |
| 4   | Acadêmicos do Cidade Luz |                               | [ 1 ] |
| 5   | Unidos de Ururaí         |                               | [ 1 ] |